# Préfecture autonome kirghiz de Kizilsu

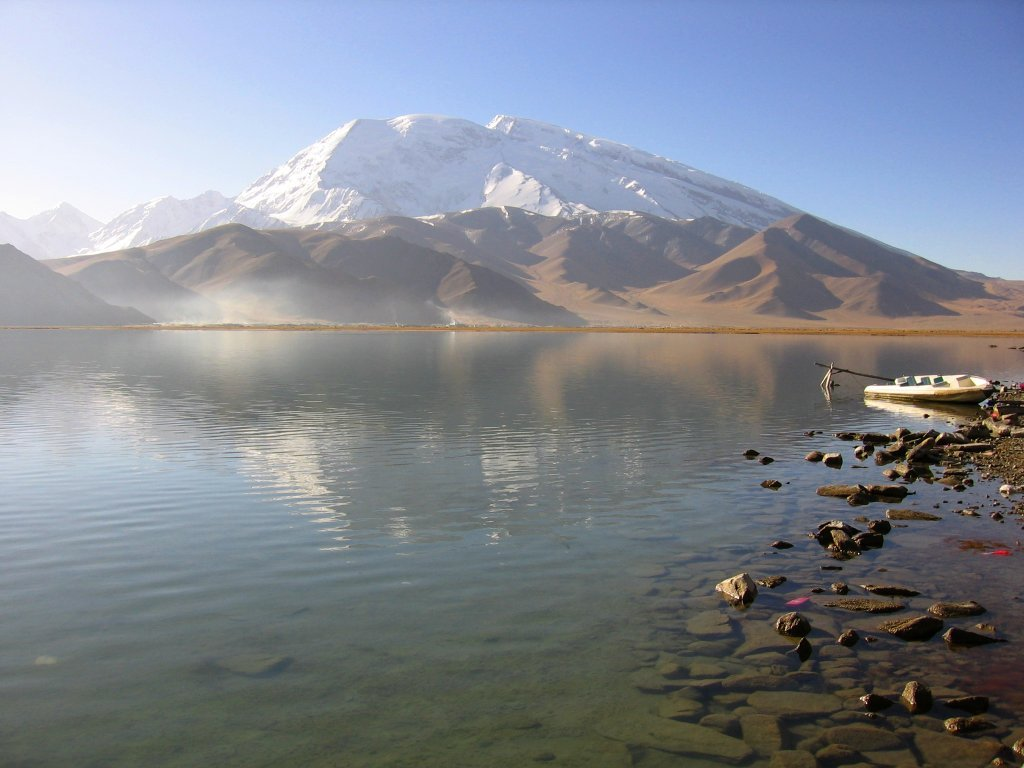
Le lac Karakul et le Mutzagh-Ata dans la préfecture de Kizilsu

La préfecture autonome kirghiz de Kizilsu (克孜勒苏柯尔克孜自治州 ; pinyin : Kèzīlèsū kē'ěrkèzī Zìzhìzhōu ; kirghiz : قىزىلسۇۇ قىرعىز اپتونوم وبلاسى / Кызылсуу Кыргыз аптоном обласы ; ouïghour : قىزىلسۇ قىرغىز ئاپتونوم ئوبلاست / Kizilsu Kirğiz Aptonom Oblasti) est une subdivision administrative de la région autonome du Xinjiang en Chine. Son chef-lieu est la ville d'Artux.

## Climat
Le climat est de type continental sec. Les températures moyennes pour la ville d'Akqi vont d'environ −8 °C pour le mois le plus froid à +20 °C pour le mois le plus chaud, avec une moyenne annuelle de 7,2 °C, et la pluviométrie y est de 186 mm.

## Démographie
La population de la préfecture était estimée à 439 700 habitants en 2000, et à 460 000 habitants en 2004.

## Culture
Le mausolée de Satuq Bughra, khan de la dynastie des Qarakhanides, qui, selon la légende, fit se convertir son peuple à l'Islam après s'y être converti lui-même, a été construit en 955-956 près d'Artux. Il est encore aujourd'hui un lieu de pèlerinage.
Bien qu'il s'agisse d'une préfecture autonome kirghiz, des décisions gouvernementales tendent à favoriser l'usage du mandarin au détriment du kirghiz, comme en témoigne son emploi exclusif depuis septembre 2006 dans les classes élémentaires de la ville d'Artux, décision qui s'étendra d'ici 2012 à l'ensemble des classes primaires et secondaires de cette ville.

## Économie
En 2005, le PIB total a été de 1,75 milliard de yuans.

## Subdivisions administratives
La préfecture autonome de Kizilsu exerce sa juridiction sur quatre subdivisions - une ville-district et trois xian :
- la ville d'Artux - 阿图什市 Ātúshí Shì ;
- le xian d'Akto - 阿克陶县 Ākètáo Xiàn ;
- le xian d'Akqi - 阿合奇县 Āhéqí Xiàn ;
- le xian d'Ulugqat - 乌恰县 Wūqià Xiàn.